# 용인시 정
용인시 정은 대한민국의 국회의원 선거구이다. 경기도 용인시 수지구와 기흥구의 일부 지역을 관할한다. 본 지역구의 제22대 국회의원은 이언주이다.

## 역사
대한민국 제20대 국회의원 선거를 앞두고 용인시의 인구 증가로 인해 신설되었다. 신설 과정에서 용인시 정 선거구는 용인시 갑 선거구의 기흥구 마북동·동백동이 편입되었고, 용인시 을 선거구의 기흥구 구성동·보정동이 편입되었으며 용인시 을 선거구였던 수지구 상현2동이 용인시 병 선거구로 편입되면서 용인시 병 선거구였던 수지구 죽전1동, 죽전2동이 편입되었다.
대한민국 제21대 국회의원 선거를 앞두고 실시된 선거구 개편 과정에서 수지구 상현2동이 편입되었고 수지구 죽전2동이 용인시 병 선거구로 복원되었다.
대한민국 제22대 국회의원 선거를 앞두고 실시된 선거구 개편 과정에서 용인시 을 선거구에 동백2동을 내주고 동백3동을 받았으며 용인시 병 선거구에 있던 죽전2동을 편입했다.

## 관할 구역
| 대수  | 관할 구역                                                                                               |
| ----- | --- |
| 20대  | 용인시 기흥구 구성동, 마북동, 동백동, 보정동 용인시 수지구 죽전1동, 죽전2동                             |
| 21대  | 용인시 기흥구 구성동, 마북동, 동백1동, 동백2동, 보정동 용인시 수지구 죽전1동, 상현2동                   |
| 22대~ | 용인시 기흥구 구성동, 마북동, 동백1동, 동백3동, 보정동 용인시 수지구 죽전1동, 죽전2동, 죽전3동, 상현2동 |

## 역대 국회의원
| 선거   | 정당 | 정당         | 의원   |
| ------ | ---- | ------------ | ------ |
| 2016년 |      | 더불어민주당 | 표창원 |
| 2020년 |      | 더불어민주당 | 이탄희 |
| 2024년 |      | 더불어민주당 | 이언주 |

## 역대 선거 결과

### 대한민국 제20대 국회의원 선거
|  | 51.40% |

|  | 37.75% |

|  | 9.86% |

|  | 0.98% |

대한민국 제20대 국회의원 선거를 앞두고 용인시의 인구 증가로 인해 용인시의 선거구가 4분할되면서 신설되었다.
새누리당에서는 비례대표로 18대 국회의원을 지낸 이상일을 후보로 공천했으며 더불어민주당은 영입인재인 표창원 교수를 후보로 공천했다. 국민의당에서는 민주당계 정당에서 용인시 수지구 지역에서 출마를 하던 김종희를 공천했다.
선거 결과 더불어민주당 표창원 후보가 51.40%의 득표율을 기록하면서 당선되었다.

### 대한민국 제21대 국회의원 선거
|  | 53.46% |

|  | 43.79% |

|  | 1.93% |

|  | 0.31% |

|  | 0.31% |

|  | 0.17% |

제21대 국회의원 선거를 앞두고 표창원 의원은 차기 총선에 불출마할 것을 선언했다.
이에 더불어민주당은 영입인사인 이탄희 판사를 전략공천했다. 미래통합당은 용인시 정 조직위원장인 김범수를 단수공천했다.
선거 결과 더불어민주당 이탄희 후보가 53.46%의 득표율로 당선되었다.

### 대한민국 제22대 국회의원 선거
|  | 51.06% |

|  | 46.88% |

|  | 2.05% |

제22대 국회의원 선거를 앞두고 이탄희 의원은 차기 총선에 불출마할 것을 선언했다.
선거구 획정 결과 용인시 을 선거구에 동백2동을 내주고 동백3동을 받았으며 용인시 병 선거구에서 죽전2동을 받아오는 조정이 있었다.
더불어민주당에서는 경선을 통해서 이언주 후보를 공천했다. 이언주 후보는 광명시 을 선거구에서 19·20대 국회의원을 지냈으며 20대 국회의원 임기 중 보수정당으로 이적했으나 이번 22대 국회의원 선거를 앞두고 더불어민주당에 복당했다. 국민의힘에서는 현대로보틱스 대표이사를 지낸 강철호 후보를 공천하였으며, 한편 새로운미래는 이기한 단국대 법과대학 교수를 후보로 공천하였다.
선거 결과, 더불어민주당 이언주 후보가 51.06%의 득표율로 당선되면서 3선 고지에 올랐다. 2위인 강철호 국민의힘 후보는 75,436표를 얻으며 득표율 46.88%를 기록했다. 이기한 새로운미래 후보는 득표율 2.05%를 기록하였다.

## 같이 보기
- 경기도의 선거구
- 용인시 기흥구의 국회의원
- 용인시 수지구의 국회의원
- 용인시